# Bathory (filme)
Bathory é um filme tcheco-eslovaco-britano-magiar de 2008, dos gêneros drama e horror, dirigido por Juraj Jakubisko.

## Sinopse
Segundo o jornal inglês The Sun, o filme é a biografia da lendária Condessa Elizabeth Bathory, a assassina com a maior contagem de corpos da história. Após a morte do seu marido, ela foi acusada de torturar e matar centenas de meninas e mulheres jovens. Supostamente, ela assassinou 600 vítimas, e foi julgada pelo assassinato de oitenta.

## Elenco
- Anna Friel ....... Erzsébet Báthory [1]
- Karel Roden ....... Gyorgy Thurzo
- Vincent Regan ....... Ferenc Nadasdy
- Hans Matheson ....... Merisi Caravaggio
- Deana Horváthová .......  Anna Darvulia
- Franco Nero ....... Rei Mathias II  da Hungria e da Boêmia
- Antony Byrne ....... Pastor Ponicky
- Bolek Polívka ....... Monge Peter
- Jirí Mádl ....... Neophyte Cyril
- Monika Hilmerová ....... Condessa Czobor
- Lucie Vondrácková ....... Lucia
- Jaromír Nosek ....... Miklós Zrínyi
- Marek Majeský ....... Gábor Báthory
- Andrew Tiernan ....... Zavodsky
- Marek Vasut ....... Bethlen